# Darius Johnson
Darius Johnson (Londra, 15 marzo 2000) è un calciatore grenadino, attaccante del Phoenix Rising e della nazionale grenadina.

## Carriera

### Club
In gioventù, Johnson ha effettuato numerosi provini con squadre inglesi fra cui QPR, Tottenham, Crawley Town e Oxford Utd, senza però mai riuscire ad essere ingaggiato. Dopo una pausa dal calcio, all'età di 17 anni decide di tornare a giocare firmando per il The Harrow Club. 
e, durante la sua permanenza al club, prende parte a un'amichevole contro la Rising Ballers, società inglese che lo nota e decide di tesserarlo. Nel 2019 viene promosso nella prima squadra del neonato Kensington & Ealing Boroungh, militante nella Combined Counties Football League.
Dopo aver giocato cinque partite nel campionato semi-professionistico, Johnson effettua un provino con il Chelsea, disputando anche un incontro con la squadra Under-23 contro il Brighton, senza però essere tesserato a causa del blocco del mercato inflitto ai blues. In seguito allora, decide di effettuare un provino con gli olandesi del Volendam, i quali gli offrono un contratto professionistico. Il 23 agosto 2019 ha fatto il suo debutto professionistico, entrando in campo al posto di Nick Doodeman nell'incontro di Eerste Divisie contro il De Graafschap. Ha segnato il suo primo gol il 13 settembre 2019 contro il Dordrecht.

### Nazionale
Nato in Inghilterra, ha origini grenadine. Nel settembre 2023 è stato convocato dalla Nazionale di calcio di Grenada per gli incontri di CONCACAF Nations League.

## Statistiche

### Presenze e reti nei club
Statistiche aggiornate al 24 settembre 2023.
| Stagione        | Squadra         | Campionato      | Campionato | Campionato | Coppe nazionali | Coppe nazionali | Coppe nazionali | Coppe continentali | Coppe continentali | Coppe continentali | Altre coppe | Altre coppe | Altre coppe | Totale | Totale | Totale |
| Stagione        | Squadra         | Comp            | Pres       | Reti       | Comp            | Pres            | Reti            | Comp               | Pres               | Reti               | Comp        | Pres        | Reti        | Pres   | Reti   |        |
| --------------- | --------------- | --------------- | ---------- | ---------- | --------------- | --------------- | --------------- | ------------------ | ------------------ | ------------------ | ----------- | ----------- | ----------- | ------ | ------ | ------ |
| 2019-2020       | Jong Volendam   | 2D              | 12         | 2          |                 | -               | -               |                    | -                  | -                  |             | -           | -           | 12     | 2      |        |
| 2020-2021       | Jong Volendam   | 2D              | 2          | 1          |                 | -               | -               |                    | -                  | -                  |             | -           | -           | 2      | 1      |        |
| 2021-2022       | Jong Volendam   | 2D              | 4          | 0          |                 | -               | -               |                    | -                  | -                  |             | -           | -           | 4      | 0      |        |
| 2022-2023       | Jong Volendam   | 2D              | 16         | 4          |                 | -               | -               |                    | -                  | -                  |             | -           | -           | 16     | 4      |        |
| 2019-2020       | Volendam        | 1D              | 13         | 1          | CO              | 1               | 0               |                    | -                  | -                  |             | -           | -           | 14     | 1      |        |
| 2020-2021       | Volendam        | 1D              | 8          | 0          | CO              | 1               | 0               |                    | -                  | -                  |             | -           | -           | 9      | 0      |        |
| 2021-2022       | Volendam        | 1D              | 4          | 0          | CO              | 0               | 0               |                    | -                  | -                  |             | -           | -           | 4      | 0      |        |
| 2022-2023       | Volendam        | ED              | 2          | 0          | CO              | 0               | 0               |                    | -                  | -                  |             | -           | -           | 2      | 0      |        |
| 2023-2024       | Volendam        | ED              | 4          | 0          | CO              | 0               | 0               |                    | -                  | -                  |             | -           | -           | 4      | 0      |        |
| Totale carriera | Totale carriera | Totale carriera | 65         | 8          |                 | 2               | 0               |                    | -                  | -                  |             | -           | -           | 67     | 8      |        |

### Cronologia presenze e reti in nazionale
| Cronologia completa delle presenze e delle reti in nazionale ― Grenada | Cronologia completa delle presenze e delle reti in nazionale ― Grenada | Cronologia completa delle presenze e delle reti in nazionale ― Grenada | Cronologia completa delle presenze e delle reti in nazionale ― Grenada | Cronologia completa delle presenze e delle reti in nazionale ― Grenada | Cronologia completa delle presenze e delle reti in nazionale ― Grenada | Cronologia completa delle presenze e delle reti in nazionale ― Grenada | Cronologia completa delle presenze e delle reti in nazionale ― Grenada |
| Data                                                                   | Città                                                                  | In casa                                                                | Risultato                                                              | Ospiti                                                                 | Competizione                                                           | Reti                                                                   | Note                                                                   |
| ---------------------------------------------------------------------- | ---------------------------------------------------------------------- | ---------------------------------------------------------------------- | ---------------------------------------------------------------------- | ---------------------------------------------------------------------- | ---------------------------------------------------------------------- | ---------------------------------------------------------------------- | ---------------------------------------------------------------------- |
| 8-9-2023                                                               | Saint George's                                                         | Grenada                                                                | 1 – 1                                                                  | Suriname                                                               | CONCACAF Nations League 2023-2024                                      | -                                                                      | 76’                                                                    |
| 12-9-2023                                                              | Tegucigalpa                                                            | Honduras                                                               | 4 – 0                                                                  | Grenada                                                                | CONCACAF Nations League 2023-2024                                      | -                                                                      |                                                                        |
| 12-10-2023                                                             | Saint George's                                                         | Grenada                                                                | 1 – 4                                                                  | Giamaica                                                               | CONCACAF Nations League 2023-2024 - 1º turno                           | -                                                                      | 82’                                                                    |
| 15-10-2023                                                             | Paramaribo                                                             | Suriname                                                               | 4 – 0                                                                  | Grenada                                                                | CONCACAF Nations League 2023-2024 - 1º turno                           | -                                                                      | 82’                                                                    |
| 9-6-2024                                                               | Saint George's                                                         | Grenada                                                                | 0 – 3                                                                  | Costa Rica                                                             | Qual. Mondiali 2026                                                    | -                                                                      | 46’                                                                    |
| 5-6-2025                                                               | Saint George's                                                         | Grenada                                                                | 6 – 0                                                                  | Bahamas                                                                | Qual. Mondiali 2026                                                    | 1                                                                      | 67’ 78’                                                                |
| Totale                                                                 |                                                                        | Presenze                                                               | 6                                                                      |                                                                        | Reti                                                                   | 1                                                                      |                                                                        |